# Geografia do Botswana

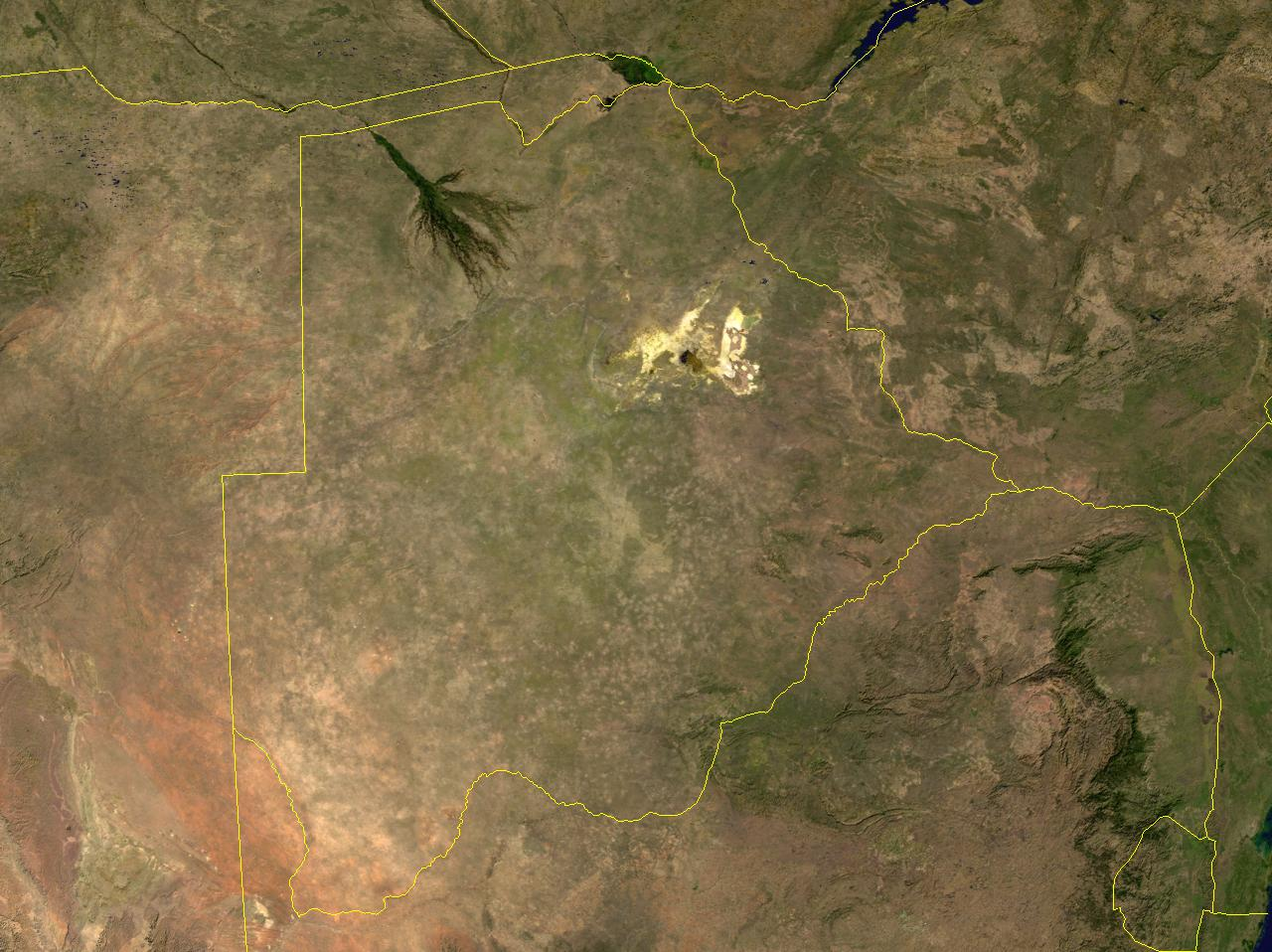
Imagem de satélite do Botsuana.

O Botsuana situa-se numa zona árida do interior da África meridional. É um país bastante plano, ocupado quase por completo por um planalto com altitudes entre os 700 e os 1200 m, aumentando um pouco a rugosidade do terreno na extremidade oriental.
O deserto do Calaári ocupa o sudoeste do país, e a norte a depressão de Mababe é parcialmente ocupada pelo delta do Cubango, onde termina o curso do rio Cubango, proveniente da Namíbia. A depressão do centro do país abriga o extenso salar de Macadicadi.
O principal rio é, no entanto, o Limpopo, que constitui parte da fronteira sul, com a África do Sul. É onde este rio abandona o país, na ponta oriental, que se localiza o ponto mais baixo do Botsuana, a uma altitude de 513 m. O ponto mais elevado são os montes Tsodilo, que sobem a 1489 m.

## Clima
O clima varia de desértico a semi-árido, com invernos suaves e verões quentes.